# Episodi di Sposati... con figli (quinta stagione)
La quinta stagione della serie televisiva Sposati... con figli è stata trasmessa in anteprima negli Stati Uniti d'America dalla Fox tra il 23 settembre 1990 e il 19 maggio 1991.
| nº | Titolo originale                    | Titolo italiano | Prima TV USA      | Prima TV Italia |
| -- | ----------------------------------- | --------------- | ----------------- | --------------- |
| 1  | We'll Follow the Sun                |                 | 23 settembre 1990 |                 |
| 2  | Al... with Kelly                    |                 | 30 settembre 1990 |                 |
| 3  | Sue Casa, His Casa                  |                 | 7 ottobre 1990    |                 |
| 4  | The Unnatural                       |                 | 14 ottobre 1990   |                 |
| 5  | Dance Show                          |                 | 21 ottobre 1990   |                 |
| 6  | Kelly Bounces Back                  |                 | 28 ottobre 1990   |                 |
| 7  | Married... with Aliens              |                 | 4 novembre 1990   |                 |
| 8  | Wabbit Season                       |                 | 11 novembre 1990  |                 |
| 9  | Do Ya Think I'm Sexy                |                 | 18 novembre 1990  |                 |
| 10 | One Down, Two to Go                 |                 | 25 novembre 1990  |                 |
| 11 | And Baby Makes Money                |                 | 16 dicembre 1990  |                 |
| 12 | Married... with Who                 |                 | 6 gennaio 1991    |                 |
| 13 | The Godfather                       |                 | 3 febbraio 1991   |                 |
| 14 | Look Who's Barking                  |                 | 10 febbraio 1991  |                 |
| 15 | A Man's Castle                      |                 | 17 febbraio 1991  |                 |
| 16 | All-Nite Security Dude              |                 | 24 febbraio 1991  |                 |
| 17 | Oldies But Young 'Uns               |                 | 17 marzo 1991     |                 |
| 18 | Weenie Tot Lovers & Other Strangers |                 | 24 marzo 1991     |                 |
| 19 | Kids! Wadaya Gonna Do?              |                 | 31 marzo 1991     |                 |
| 20 | Top of the Heap                     |                 | 7 aprile 1991     |                 |
| 21 | You Better Shop Around (Part 1)     |                 | 14 aprile 1991    |                 |
| 22 | You Better Shop Around (Part 2)     |                 | 21 aprile 1991    |                 |
| 23 | Route 666 (Part 1)                  |                 | 28 aprile 1991    |                 |
| 24 | Route 666 (Part 2)                  |                 | 5 maggio 1991     |                 |
| 25 | Buck the Stud                       |                 | 19 maggio 1991    |                 |